# Renault R.S.18
Renault R.S.18 je bolid francuske momčadi Renault Sport Formula One Team u Formuli 1.

## Dizajn bolida

### Motor
- Naziv: Renault R.E.18
- Proizvođač: Renault Sport
- Težina: 145 kilograma
- Zapremnina: 1,6 litara
- Broj cilindara: 6
- Broj ventila: 24
- V kut: 90°
- Maksimalni broj obrtaja u minuti: 15.000
- Maksimalni protok goriva: 100kg/h
- Elementi motora: Motor s unutarnjim izgaranjem, turbopunjač, MGU-K, MGU-H, spremnik energije i kontrolna jedinica.

### Mjenjač i gume
Momčad je koristila OZ Racing 13 felge i Pirellijeve gume (Pirelli P Zero - Pirelli Cinturato), te Renault Sport poluautomatski mjenjač s 8 brzina i jednom brzinom unatrag.

## Sezona 2018.

### Rezultati
| Vozač           | Grid / Utrka | AUS | BAH | KIN | AZE | ŠPA | MON | KAN | FRA | AUT | VBR | NJE | MAĐ | BEL | ITA | SIN | RUS | JAP | SAD | MEK | BRA | ABU |
| --------------- | ------------ | --- | --- | --- | --- | --- | --- | --- | --- | --- | --- | --- | --- | --- | --- | --- | --- | --- | --- | --- | --- | --- |
| Nico Hülkenberg | Startni grid | 7.  |     |     |     |     |     |     |     |     |     |     |     |     |     |     |     |     |     |     |     |     |
| Nico Hülkenberg | Utrka        | 7.  |     |     |     |     |     |     |     |     |     |     |     |     |     |     |     |     |     |     |     |     |
| Carlos Sainz    | Startni grid | 9.  |     |     |     |     |     |     |     |     |     |     |     |     |     |     |     |     |     |     |     |     |
| Carlos Sainz    | Utrka        | 10. |     |     |     |     |     |     |     |     |     |     |     |     |     |     |     |     |     |     |     |     |

### Plasman
| Poz. | Vozač           | Bodovi |
| ---- | --------------- | ------ |
| 7.   | Nico Hülkenberg | 6      |
| 10.  | Carlos Sainz    | 1      |
| Poz. | Konstruktor     | Bodovi |
| 5.   | Renault         | 7      |